# Эвангелиста, Люк
Люк Эвангелиста (англ. Luke Evangelista; род. 21 февраля 2002, Торонто) — канадский хоккеист, нападающий клуба национальной хоккейной лиги «Нэшвилл Предаторз» (с 2022 года).

## Биография
Люк Эвангелиста родился 21 февраля 2002 года в Торонто, в Канаде. Люк — сын Эндрю и Маргарет Эвангелисты, у него есть две сестры, Мария и София.

### Карьера в клубе
В юности Эвангелиста выступал за «Оквилл Рейнджерс» в Шотландской хоккейной лиге (SCTA), а затем играл в молодежном хоккейном клубе «Лондон Найтс» в хоккейной лиге Онтарио (OHL). В 2020 году был выбран во втором раунде драфта НХЛ под общим 42-м номером командой «Нэшвилл Предаторз».
Поскольку следующий сезон OHL 2020/21 годов сначала был отложен, а затем отменен из-за пандемии COVID-19, 9 ноября 2020 года Люк подписал трёхлетний контракт начального уровня с «Нэшвилл Предаторз». После возобновления профессионального хоккея Эвангелиста присоединился к клубу АХЛ «Милуоки Эдмиралс», и дебютировал на профессиональном уровне, отдав 4 результативные передачи в 14 матчах регулярного чемпионата.
В сезоне 2021/22 годов Эвангелиста вернулся в молодежный хоккей, став капитаном «Лондон Найтс» и лидером команды во всех категориях нападающих, забросив 55 шайб и отдав 56 результативных передач, набрав 111 очков в 62 матчах регулярного чемпионата.
После участия в тренировочном лагере «Нэшвилл Предаторз» в 2022 году Эвангелиста был переведен в «Милуоки Эдмиралс» и в этом клубе начал сезон 2022/23 годов. Благодаря его атакующей игре Эвангелиста сразу же стал одним из лучших бомбардиров «Милуоки Эдмиралс» и лидировал в команде по количеству забитых шайб. Представлял свою команду на матче всех звезд АХЛ.
28 февраля 2023 года «Нэшвилл Предаторз» впервые отозвали Эвангелисту, и тем же вечером он дебютировал в НХЛ в матче против «Питтсбург Пингвинз», который закончился поражением со счетом 3:1. 3 марта 2023 года он записал на свой счет первое очко, отдав голевую передачу Мэтту Дюшену, в победе над «Флорида Пантерз» со счетом 2:1. В марте 2023 года Эвангелиста забил свои первые две шайбы в НХЛ в матче против «Ванкувер Кэнакс», который закончился поражением по буллитам со счетом 4:3.
Сезон 2023/2024 года Люк провёл полноценным игроком основы клуба НХЛ «Нэшвилл Предаторз». Сыграл 80 матчей, забил 16 шайб и сделал 23 результативные передачи.

## Карьера в сборной
В 2018 году вызывался в состав сборной Канады среди игроков до 17 лет. Сыграл пять матчей на Мировом кубке вызова 2018 года, сделал одну результативную передачу.